# 印度河畔亞歷山卓

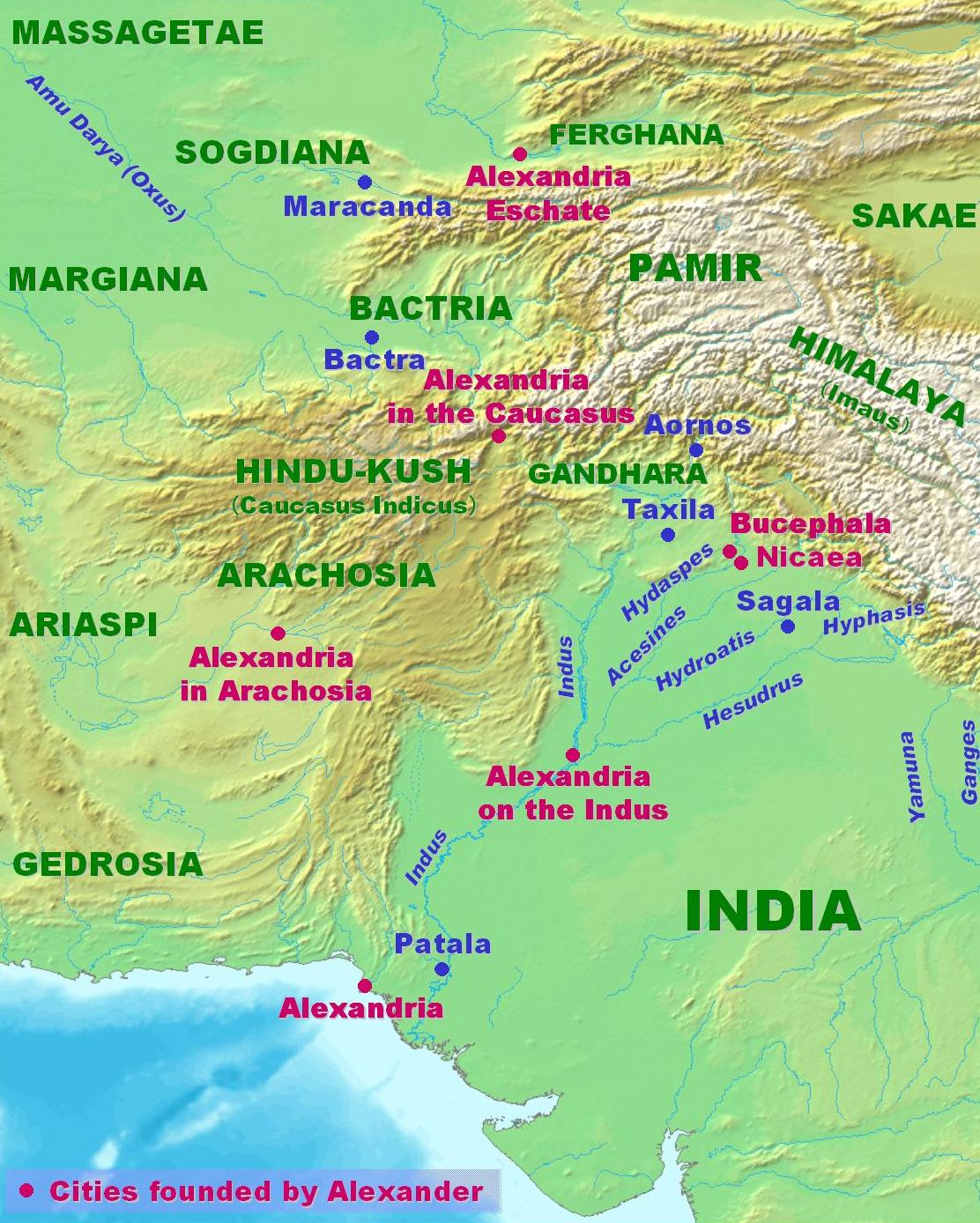
印度河畔亞歷山卓在印度河和奇納布河的交匯處

印度河畔亞歷山卓為亞歷山大大帝在印度河和奇納布河的交會點所建立的城市，在今日巴基斯坦的烏奇。
根據西西里的狄奧多羅斯記載，亞歷山大安排10,000人定居於此，並讓印度河西岸的總督腓力負責修建城市。
|                              | 他（亞歷山大）命令腓力在兩河匯流處修建城市，心想這樣一座城市將來一定會興旺發達，聞名世界。他還命令在那裏修建船舶修造所。 |
| ——《亞歷山大遠征記》 VI.15.3 | |

## 腳注
1. ↑  .   [2009-10-12]. （原始内容存档于2012-09-08）.
2. ↑   阿利安, 《亞歷山大遠征記》 VI.15.3。